# Way Beyond Blue
Way Beyond Blue è l'album di debutto del gruppo musicale pop rock britannico Catatonia, pubblicato nel 1996 dall'etichetta discografica Blanco y Negro Records.
L'album è stato promosso dai singoli Sweet Catatonia, Lost Cat, Bleed e You've Got a Lot to Answer for e ha raggiunto la quarantesima posizione dei dischi più venduti in Gran Bretagna nell'ottobre 1996. Ha migliorato il suo risultato in classifica nell'aprile 1999, raggiungendo la trentaduesima posizione, a tre anni dalla pubblicazione, grazie al successo dei successivi album.

## Tracce
1. Lost Cat
2. Sweet Catatonia
3. Some Half Baked Ideal Called Wonderful
4. You've Got a Lot to Answer for
5. Infantile
6. Dream On
7. Bleed
8. This Boy Can't Swim
9. Painful
10. Whale
11. For Tinkerbell
12. Way Beyond Blue
13. Gyda Gwên (With a Smile) – (Ghost track)

Durata totale: 0:00

## Classifiche
| Classifica (1999) | Posizione raggiunta |
| ----------------- | ------------------- |
| Regno Unito       | 32                  |